# Rowangchhari Upazila
Rowangchhari Upazila är ett underdistrikt i Bangladesh.   Det ligger i provinsen Chittagong, i den sydöstra delen av landet, 260 km sydost om huvudstaden Dhaka.
I omgivningarna runt Rowangchhari Upazila växer huvudsakligen savannskog. Runt Rowangchhari Upazila är det ganska tätbefolkat, med 62 invånare per kvadratkilometer.